# 區璟智
區璟智，GBS，JP（1959年12月26日—），香港公務員，官至首長級甲一級政務官，退休前為香港特區政府財經事務及庫務局常任秘書長（財經事務）。

## 簡歷
區璟智早年就讀聖士提反女子中學，1982年畢業於香港大學，主修經濟及管理學學士學位，同年8月加入政務職系，於2007年4月晉升至首長級甲級政務官，並於2010年4月晉升至首長級甲一級政務官。
區璟智曾在多個決策局及部門服務，包括前兩局及行政科、前政務總署、前醫務衞生處、前教育統籌科、前文康市政科、前證券業檢討委員會、前金融科、前工商科、前布政司辦公室、政府新聞處及在行政長官辦公室任新聞秘書。
2014年11月26日，政府宣布區璟智會在年底退休，職務在2014年12月30日起由商務及經濟發展局（工商及旅遊）常任秘書長黃灝玄接替。
區璟智所任的重要職位包括：
- 1999年3月至2004年8月：財經事務局副局長（後改稱財經事務及庫務局副秘書長（財經事務））
- 2004年8月至2006年5月：房屋及規劃地政局副秘書長（規劃及地政）
- 2006年11月至2008年11月：旅遊事務專員
- 2009年1月5日至2014年12月：財經事務及庫務局常任秘書長（財經事務）

區璟智亦是協青社會長及聯合國兒童基金會香港委員會委員。

## 逸事
區璟智師從著名畫家沈平習畫。
區璟智因為束有一頭長髮，經常配戴頭箍，故有「頭箍小姐」之稱，家有超過一百個頭箍。